# Brenden Sander
Brendon Lee Sander (Huntington Beach, 22 de dezembro de 1995) é um voleibolista indoor norte-americano que atua na posição de ponteiro.

## Carreira

### Clubes
Sander se graduou pela Universidade Brigham Young, localizada na cidade de Provo no Condado de Utah, onde jogava voleibol universitário até 2018. No mesmo ano assinou contrato com o Cucine Lube Civitanova para disputar a temporada 2018/19. Com o clube italiano, o ponteiro conquistou o vice-campeonato do Campeonato Mundial de Clubes de 2018 ao perder a final para o Trentino Volley. Em maio de 2019 o ponteiro rescindiu o contrato com o clube durante os playoffs do campeonato italiano. No final de 2019 o norte-americano assinou contrato com o Cerrad Enea Czarni Radom para disputar o campeonato polonês.
Em 2021 Sander transfere-se para o voleibol catarense após assinar contrato com o Qatar S.C..

### Seleção
Sander estreou na seleção sub-21 dos Estados Unidos na Copa Pan-Americana de 2015, conquistando o segundo lugar após perder a final para a seleção brasileira. Fez sua estreia na seleção adulta na Liga das Nações de 2018, onde conquistou o terceiro lugar. Em 2019 foi vice-campeão do Campeonato NORCECA de 2019 após perder a final para a seleção cubana.

## Vida pessoal
Brenden é irmão mais novo de Taylor Sander. É casado com a também jogadora de voleibol Paige Tapp.

## Clubes
| Clube                    | País    | De   | A     |
| ------------------------ | ------- | ---- | ----- |
| Cucine Lube Civitanova   | Itália  | 2018 | 2019  |
| Cerrad Enea Czarni Radom | Polónia | 2019 | 2021  |
| Qatar S.C.               | Catar   | 2021 | atual |